# Jan Halvor Halvorsen
Jan Halvor Halvorsen (ur. 8 marca 1963 w Bamble) – norweski piłkarz występujący na pozycji obrońcy. Trener klubu Fredrikstad FK.

## Kariera klubowa
Halvorsen karierę rozpoczynał w sezonie 1980 w drugoligowym Pors Grenland. W 1983 roku przeszedł do pierwszoligowego Eik-Tønsberg. W sezonie 1984 przebywał na wypożyczeniu w Pors Grenland, a następnie wrócił do Eik-Tønsberg. W 1986 roku odszedł stamtąd do drugoligowego FK Jerv. Spędził tam sezon 1986, a potem występował w pierwszoligowych drużynach SK Brann oraz IK Start.
W 1989 roku Halvorsen został graczem niemieckiej Herthy BSC. W sezonie 1989/1990 awansował z nią z 2. Bundesligi do Bundesligi. Zadebiutował w niej 9 sierpnia 1990 w przegranym 1:2 meczu z FC St. Pauli. W sezonie 1990/1991 zajął z Herthą 18. miejsce w Bundeslidze i spadł do 2. Bundesligi.
Na początku 1992 roku Halvorsen przeniósł się do duńskiego Aarhus GF, z którym w sezonie 1991/1992 zdobył Puchar Danii. W Aarhus grał do 1994 roku. Następnie wrócił do Norwegii, gdzie występował w pierwszoligowym Sogndal Fotball, trzecioligowych rezerwach Rosenborga, a także drugoligowym Byåsen IL, gdzie w 1996 roku zakończył karierę.

## Kariera reprezentacyjna
W reprezentacji Norwegii Halvorsen zadebiutował 15 listopada 1989 w zremisowanym 1:1 meczu eliminacji Mistrzostw Świata 1990 ze Szkocją. W latach 1989–1990 w drużynie narodowej rozegrał 5 spotkań.

## Kariera trenerska
Karierę trenerską Halvorsen rozpoczął w 1996 roku w Byåsen IL, po zakończeniu kariery w tym klubie. Następnie prowadził IK Start, z którym w sezonie 1999 awansował z drugiej ligi do pierwszej. W sezonie 2000 spadł z nim co prawda do drugiej ligi, ale w kolejnym awansował z powrotem do pierwszej. W 2002 roku odszedł ze Startu.
Potem trenował pierwszoligowy Sogndal Fotball, szwedzki GIF Sundsvall oraz Notodden FK, z którym awansował z trzeciej ligi do drugiej. W latach 2011–2012 był asystentem Hansa Backe w amerykańskim New York Red Bulls. Następnie od 2013 roku był szkoleniowcem zespołu FK Bodø/Glimt. W sezonie 2013 awansował z nim z drugiej ligi do pierwszej. W listopadzie 2015 roku odszedł z klubu i jeszcze w tym samym miesiącu objął stanowisko trenera w drugoligowym Fredrikstadzie.